# Feuges
 Feuges  es una población y comuna francesa, en la región de Champaña-Ardenas, departamento de Aube, en el distrito de Troyes y cantón de Arcis-sur-Aube.

## Demografía
| 72 | 72 | 81 | 221 | 231 | 206 |
| Para los censos de 1962 a 1999 la población legal corresponde a la población sin duplicidades (Fuente: INSEE [Consultar]) |    |    |     |     |     |

## Lugares y monumentos

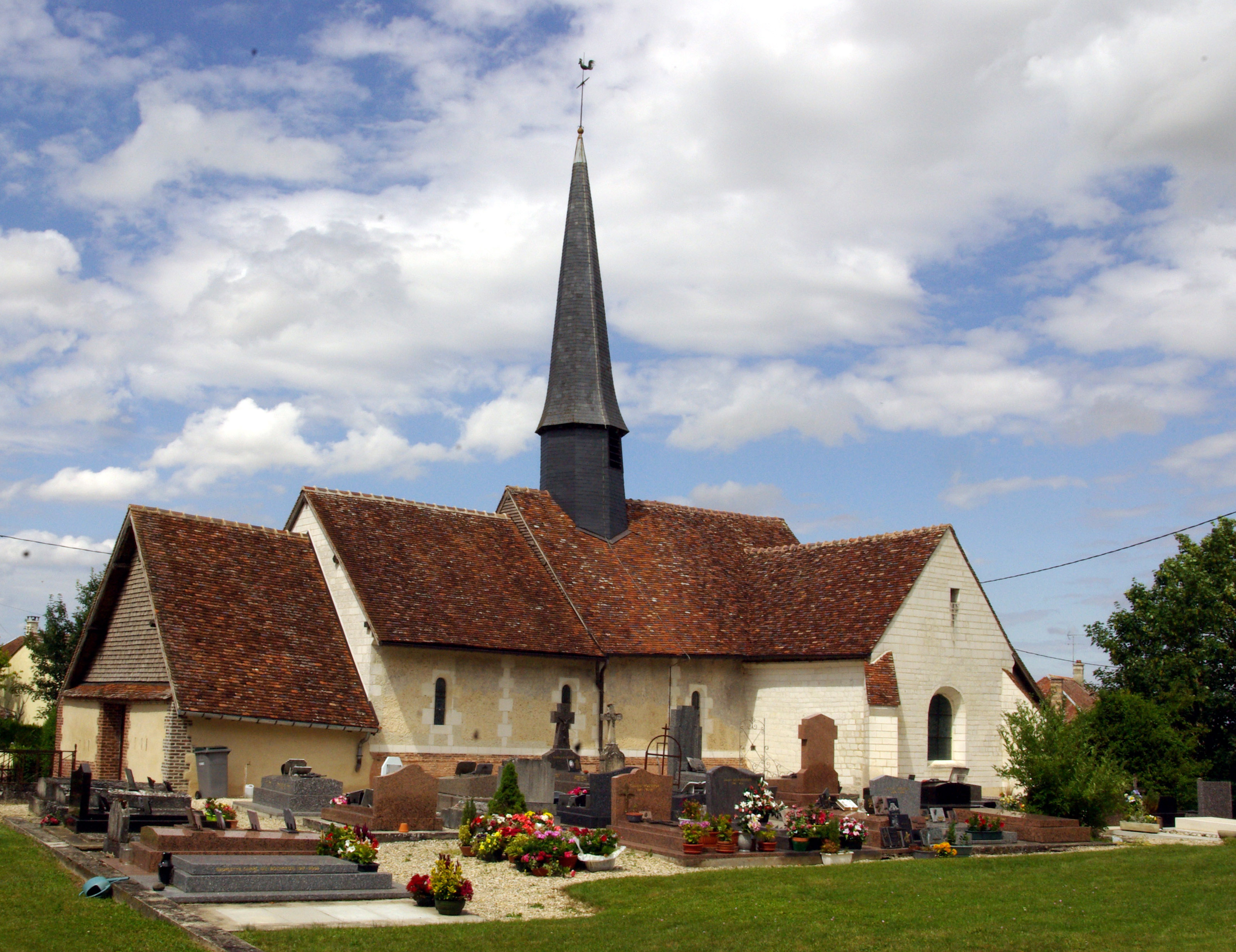
Iglesia de San Benito (Saint-Benoît)

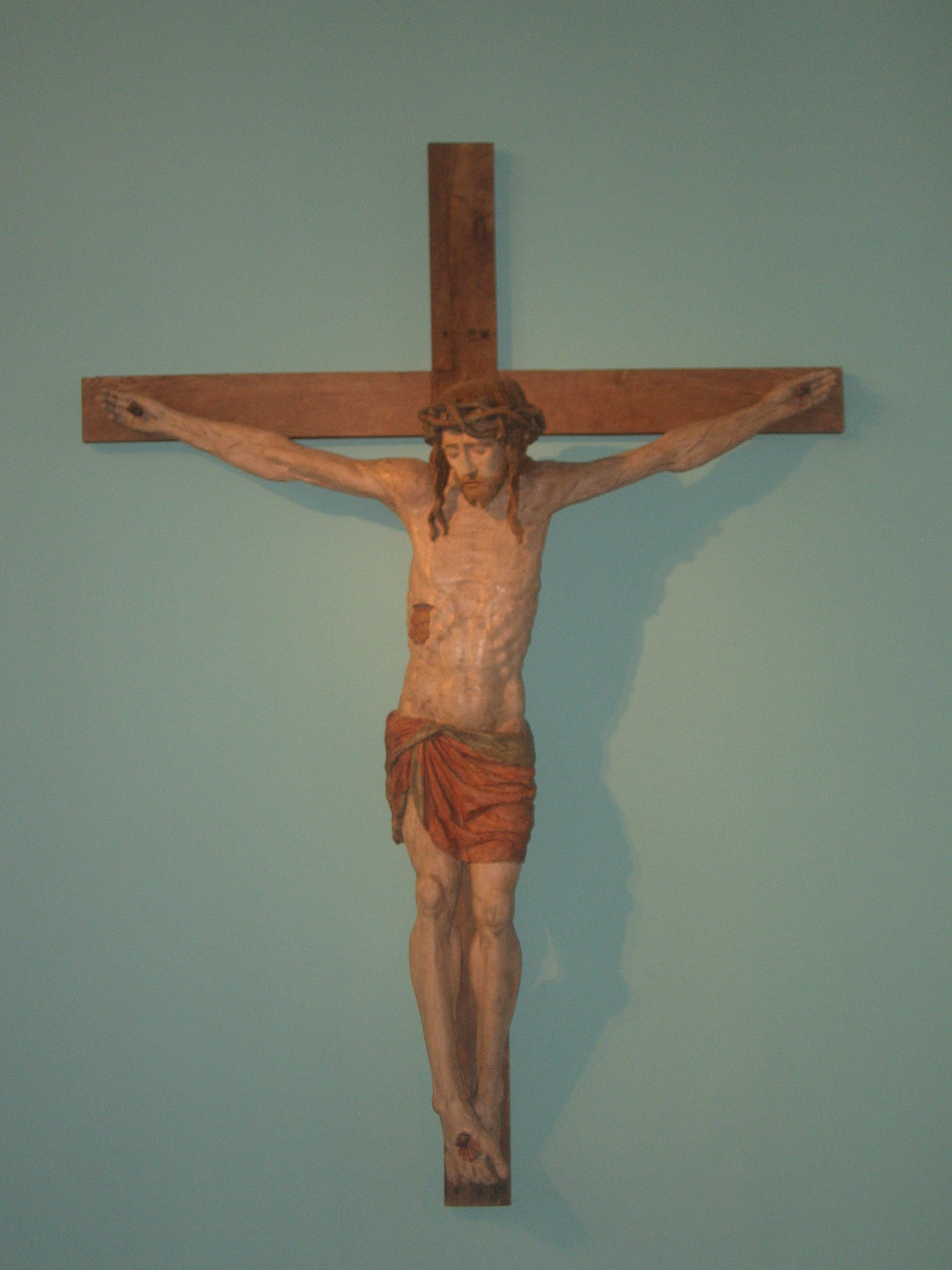
Cristo crucificado

- Pertenece al lugar de "alta calidad medioambiental" llamado lotissement l'Aube Romaine.

- Iglesia de San Benito: Iglesia románica que ha sido objeto de renovación durante los primeros años del siglo XXI (de 2000 a 2008), siendo reinaugurada el 25 de octubre de 2008 con la presencia de numerosas personalidades políticas. El Cristo Crucificado de la iglesia, fue calificado como monumento histórico el 20 de diciembre de 1911. Esta escultura data del primer cuarto del siglo XVI y fue realizada por el Maestro de Chaource.